# Rudolf Escher

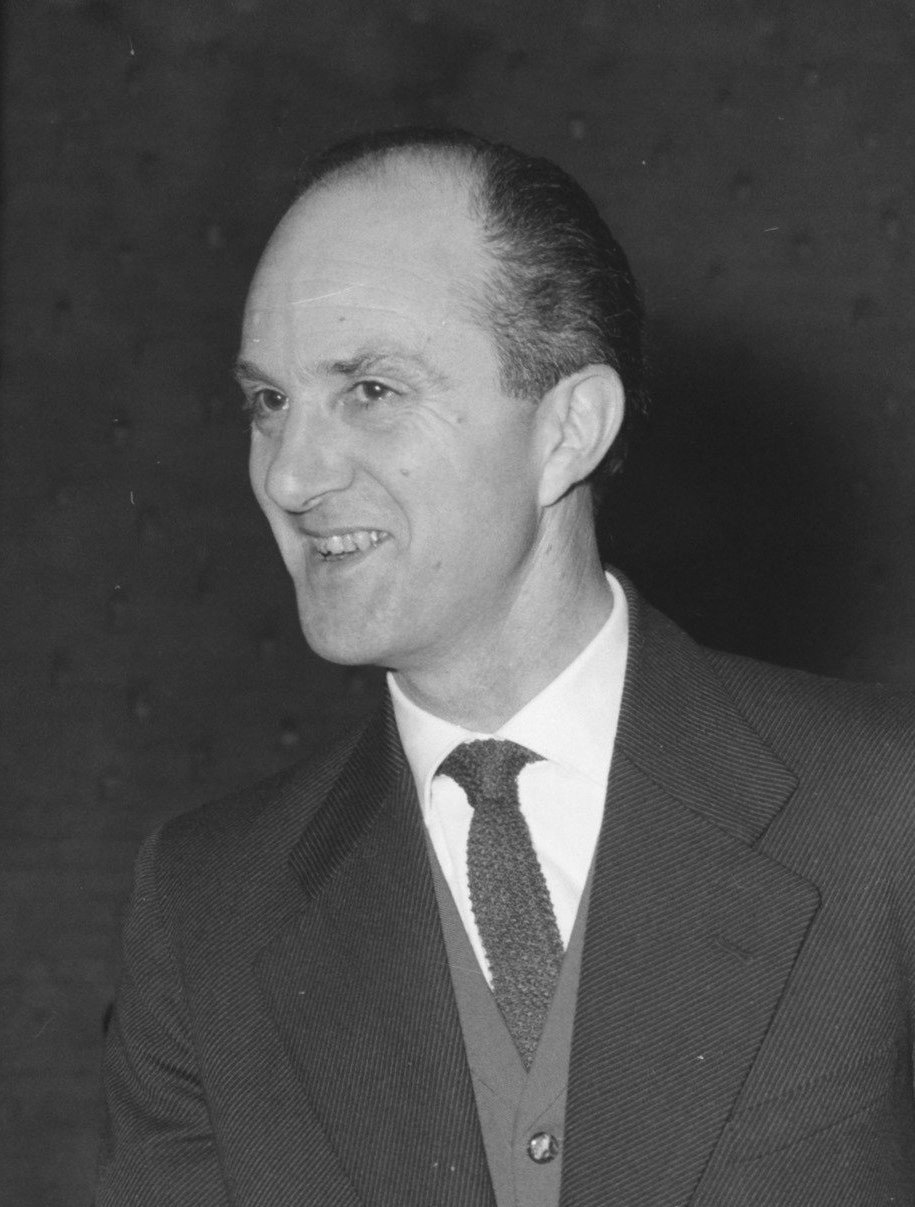
Rudolf Escher, 1960

Rudolf Escher (* 8. Januar 1912 in Amsterdam; † 17. März 1980 in De Koog) war ein niederländischer Komponist und Musiktheoretiker.

## Leben
Rudolf Escher war der Sohn der Schweizerin Emma Brosy und des Geologen und Mineralogen Berend George Escher, der ein Halbbruder des Grafikers M. C. Escher (Maurits Cornelis Escher) war. Nach einem mehrjährigen Aufenthalt auf Java ließ sich die Familie 1922 in Leiden nieder, wo Escher das Gymnasium besuchte und Privatunterricht in den Fächern Klavier, Violine und Harmonielehre erhielt. Daneben zeigte sich auch sein Talent als Maler und Schriftsteller. 1931–1937 studierte er am Rotterdamer Konservatorium Klavier, Violoncello und Kontrapunkt, ab 1934 auch Komposition bei Willem Pijper. Beim Angriff der deutschen Luftwaffe auf Rotterdam am 14. Mai 1940 verlor er sein Haus und damit einen großen Teil seiner bis dahin entstandenen Werke.
Die folgenden Jahre verbrachte er entfernt von den schwersten Kriegsereignissen in relativer Ruhe in Reeuwijk und Oegstgeest. 1941–1943 entstand sein Orchesterwerk Musique pour l’esprit en deuil, für das er bereits 1946 den Musikpreis der Stadt Amsterdam erhielt und das ihm bei der nachfolgenden Uraufführung große Anerkennung einbrachte und seinen Ruf als Komponist in den Niederlanden festigte. Nur wenige Informationen liegen bisher über Eschers Hilfe für vom deutschen Besatzungsregime Verfolgte vor. Bekannt ist, dass er seinen als Widerstandskämpfer engagierten Komponistenkollegen Jan van Gilse in seinem Haus in Oegstgeest verbarg. Auch sein Schwager Jan Willem Schouten (1912–1943) war im Widerstand tätig und starb während eines missglückten Sabotageaktes. Seit 1945 lebte Escher in Amsterdam. Nachdem er in den 1930er-Jahren Mitglied der Kommunistischen Partei gewesen war, nahm er angesichts der bekannt gewordenen Vorgänge im Stalinismus der Sowjetunion eine dem Kommunismus gegenüber kritische Haltung ein, er behielt aber seine linke politische Orientierung bei. Er schrieb u. a. für die linksliberale Wochenzeitung De Groene Amsterdammer und publizierte bis in die 1950er-Jahre Lyrik in verschiedenen Magazinen. 1960–1961 unterrichtete er am Conservatorium van Amsterdam. 1964–1977 war er außerordentlicher Professor am Institut für Musikwissenschaft der Universität Utrecht, wo er sich mit Aspekten der Musik des 20. Jahrhunderts befasste.
Durch seine Teilnahme an den Musikfestivals der Internationalen Gesellschaft für Neue Musik kam Escher mit aktuellsten Tendenzen in Berührung, wobei ihn vor allem Werke von Pierre Boulez faszinierten (Pli selon pli), mit dem er 1960 auch mehrere Tage in Baden-Baden unmittelbar arbeiten konnte. Dies führte ihn nach seinen früheren von der postromantischen Tradition, dem französischen Impressionismus und dem Neoklassizismus kommenden Arbeiten zur Beschäftigung mit Serialismus und elektronischer Musik. Er veröffentlichte einige Werke, in denen diese Mittel angewandt wurden, zog diese aber nach einiger Zeit größtenteils von seinem Verlag Donemus zurück, als er sich von dieser Ästhetik wieder distanzierte.
Für mehrere einzelne Werke und sein Gesamtschaffen wurde Rudolf Escher mit zahlreichen niederländischen Musikpreisen ausgezeichnet. Er starb am 17. März 1980 in De Koog auf der westfriesischen Insel Texel an einem Leberleiden. Noch im selben Jahr formierte sich das Escher-Komitee, dem u. a. die Komponisten Willem Boogman, Elmer Schönberger und der Musikologe Dirk Jacob Hamoen angehörten und das gemeinsam mit Eschers Witwe Beatrijs Escher 1998 einen kommentierten Katalog der Werke des Komponisten herausbrachte. Weiters wurde mit Finanzierung durch das Komitee und Eschers Tantiemen eine Stiftung zur Unterstützung junger Komponisten und Aufführung von Werken von Rudolf Escher gegründet, die seit 2006 im Rahmen der Stichting Prins Bernhard Cultuurfonds verwaltet wird.

## Werke (Auswahl)

### Orchester
- Musique pour l’esprit en deuil (1941–1943)
- Hymne du Grand Meaulnes nach dem Roman Le grand Meaulnes von Alain-Fournier (1951), Revision als Chant du Grand Meaulnes
- 1. Sinfonie (1953–1954)
- 2. Sinfonie (1958, rev. 1964 und 1971)
- Summer Rites at Noon (1962–1969, rev. 1971, 1984–1987)

### Ensemble
- Le tombeau de Ravel für Flöte, Oboe, Streichtrio und Cembalo (1952, rev 1959)
- Sinfonia per dieci strumenti (1973–1975)

### Duos und Kammermusik
- Sonata concertante für Violoncello und Klavier (1943)
- Streichtrio (1959)
- Bläserquintett (1967)
- Sonate für Flöte und Klavier (1976–1979)
- Trio für Klarinette, Viola Klavier (1978–1979)

### Instrument solo
- 1. Sonate für Klavier (1935)
- Passacaglia für Orgel (1937)
- Arcana Suite für Klavier (1935)
- Air pour charmer un lézard für Flöte (1953)
- Sonate für Klarinette (1973)

### Vokalmusik
- Chants du désir. Vier Lieder nach Gedichten von Louise Labé für Mezzosopran und Klavier (1951)
- Nostalgies. Vier Gedichte von Henry Jean-Marie Levet für Tenor und kleines Orchester (1951, rev. 1961)
- Strange Meeting nach einem Gedicht von Wilfred Owen für Bariton und Klavier (1952)
- Le vrai visage de la paix nach Worten von Paul Eluard für Chor a cappella (1953, rev. 1957)[6]
- Song of Love and Eternity nach Worten von Emily Dickinson für Chor a cappella (1955)
- Ciel, air et vents. Drei Gedichte von Pierre de Ronsard für Chor a cappella (1957)
- Univers de Rimbaud nach Worten von Arthur Rimbaud für Tenor und Orchester (1970)
- Drei Gedichte nach Worten von W. H. Auden für Chor a cappella (1975)

### Elektronik
- The Long Christmas Dinner. Musik zu dem Stück von Thornton Wilder (1960)

### Orchestrierungen
- Claude Debussy: Six épigraphes antique (1975–1977)